# Fujio Masuoka
Dr Fujio Masuoka (jap. 舛岡富士雄 Masuoka Fujio; ur. 8 maja 1943 roku w Takasaki) – wynalazca pamięci flash. Rozpoczął pracę w Toshibie w 1971 roku, gdzie rozwinął pamięć SAMOS. Obecnie jest profesorem na Uniwersytecie Tohoku w Sendai, w Japonii.
Od 2005 roku Masuoka pracował nad rozwinięciem trójwymiarowego tranzystora.